# Nesyt americký
Nesyt americký (Mycteria americana) je jedním ze tří druhů ptáků z čeledi čápovitých, kteří žijí v Novém světě. Jako jediný z nich se vyskytuje na rozsáhlém území které sahá od jihu Spojených států amerických (Florida, Georgie, Mississippi, Severní a Jižní Karolína) přes Mexiko, Karibik, Střední Ameriku a téměř celou Jižní Ameriku až do subtropických oblastí Argentiny.
Obývá převážně místa kde v důsledku častých rozlivů velkých řek nebo vlivem mořského přílivu dochází ke kolísání výšky hladiny a tudíž ke vzniku rozsáhlých, nehlubokých bažin a mokřadů, je také pravidelným obyvatelem mangrovů.

## Popis
Velký, statný, dlouhonohý a dlouhokrký pták dosahující délky 85 až 115 cm a váhy 2 až 3 kg. Jeho silná křídla mívají rozpětí 150 až 165 cm. Peří má převážně bílé s výjimkou křídel a ocasu kde jsou černá péra s nazelenalým nebo purpurovým leskem. Hlavu a část krku má neopeřenou a pokrytou tmavě šedou, šupinatou kůží. Rozdíl mezi samcem a samicí ve vybarvení není, samec je pouze o málo větší. Nedospělec je vybarven zhruba stejně, jen má odstíny více hnědé a světlejší zobák. Mohutný načernale šedý až černý zobák je u kořene silný a postupně se zužuje, ke konci je mírně srpovitě zahnutý.
Jsou to společenští ptáci kteří v koloniích celoročně žijí, vychovávají mláďata i loví. Rozsáhlé kolonie produkují enormní množství trusu, ten má za následek negativní lokální změny ve vzhledu a typu vegetace (usychání rostlin), ale podporuje množení řas a planktonu který zvyšují množství vodních živočichů.

## Potrava
Dospělý pták spotřebuje denně okolo 0,5 kg potravy kterou tvoří malé ryby, žáby, korýši, měkkýši, hmyz a vodní bezobratlí. Brodí se mělkou vodou, nohama víří bahno a rozevřeným zobákem lapá vyplašenou kořist, nejčastěji živočichy o velikosti 4 až 8 cm. V zakalené vodě toho mnoho nevidí, ale na zobáku má speciální receptory které po zaznamenání kořisti mezi čelistmi dají pokyn k jeho sklapnutí. Měřením byla v tomto případě zjištěna reakce na podnět již za 0,025 sekund, tj. nejkratší reakční čas u obratovce. Bylo zpatřeno, že tento denní pták někdy loví i během nočního odlivu aby se vyhnul konkurenci jiných mořských ptáků, např. volavek.
S ohledem na množství a dostupnost potravy probíhá hnízdění v období sucha, od prosince do dubna. Tehdy se zmenšují plochy zatopené vodou a živočichové v nich žijící jsou více nahuštěni, to ptákům usnadňuje lov. Z důvodu nedostatku potravy také celá hejna pravidelně sezónně migrují.

## Rozmnožování
Druh je monogamní, utvořené páry často spolu vydrží po více roků. Hnízdí v tisícihlavých koloniích, často v oblastech obklopených vodou. Vracejí se na stejná místa a případně i do zachovaných hnízd která bývají na stromech v mangrovech nebo bažinatých lesích, na jednom jich bývá až 25. Vlastnímu hnízdění předchází zápasy samců o vhodná místa a předsvatební tance, nové mělké hnízdo staví nebo staré opravuje samec i samice společně.
Po snesení průměrně 2 až 4 vajec v období 4 až 8 dnů je oba rodiče střídavě zahřívají po dobu 27 až 32 dnů. Mláďata se líhnou postupně, váží si 57 gramů, jsou zcela bezmocná, rodiče je společně chrání před deštěm i sluncem (v zobáku donášejí vodu nebo je zastiňují roztaženými křídly). Neúnavně je krmí, každé mládě zkonzumuje denně potravu o hmotnosti poloviny své váhy. Mezi mláďaty je velká soutěž o potravu a většinou v hnízdě přežije jen jedno, největší a nejsilnější, to prvorozené. Opeřená jsou po 55 až 60 dnech kdy opouštějí hnízdo, rodiče je ale dále dokrmují.
Pohlavně dospívají nejdříve ve věku 4 let a dožívají se průměrně 18 let. Největším nepřítelem pro čerstvě vylíhnutá mláďata je mýval severní který je vybírá z hnízd a pro již větší, ale nepozorné, aligátor americký.